# Новый Ревель
Но́вый Ре́вель (нем. Neu-Revel) — деревня в Калачинском районе Омской области России, в составе Орловского сельского поселения.

## География
Деревня расположена в 45 км к востоку от районного центра города Калачинска

## История
Основана как лютеранское село в 1861 году. До 1917 года входила в состав Тюкалинского уезда Тобольской губернии. В 1928 г. состояла из 70 хозяйств, основное население — эсты. В составе Ивановского сельсовета Калачинский район Омского округа Сибирского края.

## Население
| 1925 | 1970 | 1979 | 1989 | 2002 | 2010 |
| ---- | ---- | ---- | ---- | ---- | ---- |
| 14   | ↗470 | ↘450 | ↘361 | ↘336 | ↘250 |

В 1979 году немцы составляли 35 % населения, в 1989 году — 30 %.